# Lo schiaccianoci (film)
Lo schiaccianoci (The Nutcracker in 3D) è un film del 2010 diretto da Andrej Končalovskij.
La pellicola, di ambientazione natalizia, è liberamente ispirata al balletto Lo schiaccianoci di Pëtr Il'ič Čajkovskij.

## Trama
Vienna, anni 1920. La sera di Natale, Mary, insieme al fratellino, riceve la visita dello zio Albert, il quale regala ai due bambini sia una casa delle bambole, dove ci sono tre personaggi meccanici, sia uno Schiaccianoci, il quale entra subito nel cuore di Mary. La stessa notte la bambina si sveglia e si accorge che lo Schiaccianoci non era solo un giocattolo, dato che le parla e si muove come se fosse vivo. I due si dirigono nel salotto magicamente trasformato, dove tutti i giocattoli hanno preso vita: qui Mary conosce anche i tre personaggi della casa dello zio Albert.
Lo Schiaccianoci e Mary salgono sul fantastico albero di Natale che troneggia nel salotto e si recano dalla Regina della Neve, la quale svela a Mary la vera identità dello Schiaccianoci e la sua storia. In un primo momento Mary riesce a eliminare il sortilegio scagliato contro lo Schiaccianoci dalla Regina Dei Topi e a farlo tornare un principino in carne e ossa ma poi, quando vede che il bambino è tornato ad essere un giocattolo di legno, decide di aiutarlo nella sua avventura, che coinvolgerà i tre amici della casa delle bambole, la Regina della Neve, il fratellino e il Re del Topi.

## Accoglienza

### Incassi
Costato 90 milioni di dollari, il film ne ha incassati a livello mondiale solo 20 milioni (di cui più della metà solo in Russia), rivelandosi quindi un flop economico.

### Critica
Il film è stato stroncato dalla critica. Sull'aggregatore di recensioni Rotten Tomatoes detiene un raro 0% di gradimento basato su 31 recensioni professionali e con un voto medio di 2,5 su 10. Il consenso critico del sito cita: «Sconcertato, mal concepito e incomprensibile a tutti i livelli, Lo schiaccianoci in 3D è un esercizio sbalorditivo di stupefacente scemenza cinematografica». Su Metacritic detiene un punteggio di 18 su 100, ed è stato nominato il "Peggior film in edizione limitata" del 2010.

## Riconoscimenti
- 2010 - Razzie Awards
  - Nomination Peggior uso del 3D[4][5]
- 2011 - Young Artist Award
  - Nomination Miglior attrice giovane a Elle Fanning